# Zisterzienserinnenkloster Cambrón
Das Zisterzienserinnenkloster Cambrón war von 1208 bis 1588 ein Kloster der Zisterzienserinnen in Sádaba, Comarca Cinco Villas, Provinz Saragossa in Spanien. Es ist nicht zu verwechseln mit der ehemaligen Zisterzienserabtei Cambron in Belgien.

## Geschichte
König Peter II. von Aragon stiftete dem nördlich von Jaca gelegenen Benediktinerinnenkloster Santa María de Iguácel (das dem Kloster San Juan de la Peña unterstand) Besitzungen in Senegüé und Cambrón (4 km südlich Sádaba), die es den Nonnen ermöglichten, zwischen 1208 und 1213 das unwirtliche Iguácel zu verlassen, in Cambrón das Kloster von der Unbefleckten Empfängnis Mariens (Monasterio de la Concepción de la Virgen) zu gründen und mit Hilfe von Zisterzienserinnen aus Frankreich (namentlich der ersten Äbtissin Osenda Romei oder Osendi Romai) zisterziensisch zu werden. Aufsichtführend war nun das Kloster Veruela. 1407 schlossen sich die (bis dahin benediktinischen) Nonnen des Klosters Marcilla dem Zisterzienserinnenkonvent an. Von 1454 bis 1474 waren die Nonnen gezwungen, nach Santa María in Foris in Huesca überzusiedeln, konnten aber zurückkehren. Nach dem Konzil von Trient siedelten sie endgültig nach Saragossa über und gründeten dort das Kloster Santa Lucía. Das Kloster Cambrón wurde verkauft. Heute stehen am Ort romanische Ruinen (in Privatbesitz).